# Sum elektryczny
Sum elektryczny (Malapterurus electricus) – gatunek ryby sumokształtnej (Siluriformes) z rodziny Malapteruridae, charakteryzującej się możliwością wytwarzania napięcia elektrycznego 300–400 V. Był znany już w starożytnym Egipcie.

## Zasięg występowania
Afryka – w Nilu i w jeziorze Czad. Preferuje wody stojące i wolno płynące o słabej przezroczystości. Spotykany wśród skał i korzeni.

## Charakterystyka
Ciało wydłużone, cylindryczne, obłe, o szarobrązowym ubarwieniu. Głowa masywna, nieznacznie spłaszczona grzbietobrzusznie, oczy małe, pysk zaokrąglony z szeroko rozstawionymi otworami nosowymi. Otwór gębowy zaopatrzony w trzy pary wąsików – dwie po bokach i jedna na podbródku. Brak płetwy grzbietowej, występuje natomiast przesunięta daleko w tył płetwa tłuszczowa. Pozostałe płetwy zaokrąglone, bez kolców. Sum elektryczny osiąga maksymalną długość 1,2 m i masę ciała do 25 kg. Od pozostałych przedstawicieli rodzaju Malapterurus różni się szerokością otworu gębowego i długością pyska.
Narządy elektryczne umieszczone są w tkance pod skórą i stanowią jedną czwartą masy ciała. Rozłożone są wokół tułowia, od głowy do nasady ogona, najwięcej w części brzusznej ciała. Narządy elektryczne sumów powstały z tkanki łącznej i mogą wytworzyć napięcie 300–400 V.

## Tryb życia
W ciągu dnia ukrywa się, żeruje nocą. Badania Mollera (1995) wykazały, że ryba stosuje różne taktyki posługiwania się narządami elektrycznymi w zależności od sytuacji. Inaczej zachowuje się atakując zdobycz, a inaczej w obronie i przy rozpoznawaniu otoczenia. Sumy elektryczne mają słaby wzrok. Podobnie jak u strętwy, starym osobnikom suma wzrok całkowicie zanika. Żywią się rybami paraliżowanymi impulsami elektrycznymi. Biologia rozrodu tego gatunku jest bardzo słabo poznana.

## Zagrożenia dla człowieka
Pomimo wysokiego napięcia, jakie może wytworzyć sum elektryczny, nie zanotowano przypadków śmiertelnego porażenia w kontakcie z człowiekiem.

## Znaczenie gospodarcze
Sumy elektryczne są poławiane lokalnie, w niektórych regionach uważane za przysmak. Młode osobniki są spotykane w dużych akwariach.